# Trididemnum sibogae
Trididemnum sibogae är en sjöpungsart som först beskrevs av Hartmeyer 1910.  Trididemnum sibogae ingår i släktet Trididemnum och familjen Didemnidae. Inga underarter finns listade i Catalogue of Life.